# 生化需氧量
生化需氧量（Biochemical oxygen demand，简写为BOD），是水体中的好氧微生物在一定温度下将水中有机物分解成无机质，这一特定时间内的氧化过程中所需要的溶解氧量。

## 应用
虽然生化需氧量并非一项精确定量的检测，但是由于其间接反映了水中有机物质的相对含量，故而BOD长期以来作为一项环境监测指标被广泛使用；在水环境模拟中，由于对水中每种化合物分别考虑也并不现实，同样使用BOD来模拟水中有机物的变化。
生化需氧量和化學需氧量(COD)的比值能说明水中的难以生化分解的有机物占比，微生物难以分解的有机污染物对环境造成的危害更大。通常认为废水中这一比值大于0.3时适合使用生化处理。
在BOD的测量中，通常规定使用20℃、5天的测试条件，并将结果以氧的mg/L表示，记为五日生化需氧量，符号{\displaystyle {\begin{smallmatrix}BOD_{5}\end{smallmatrix}}}，这一指标系由英国皇家污水处理委员会确定。
对于一般的生活污水有机废水，硝化过程在5-7天以后才能显著展开，因此不会影响有机物BOD5的测量；对于特殊的有机废水，为了避免硝化过程耗氧所带来的干扰，可以在样本中添加抑制剂。

## 测定方法

### 稀释法
对于生化需氧量的测定，得到普遍认可并主要使用的方法是稀释法。
稀释法中，使用氧饱和溶解的水稀释待测水样，之后使用一定量的微生物悬浊液（常用活性污泥）少量固定的接种物质接种，然后测试此时的溶解氧{\displaystyle {\begin{smallmatrix}DO_{1}\end{smallmatrix}}}，密封水样。将温度保持在20℃，静置水样于黑暗环境中（以防止光合作用增加样本中溶解氧）。五天后，再测试此时水样的溶解氧{\displaystyle {\begin{smallmatrix}DO_{2}\end{smallmatrix}}}。
记稀释因子为{\displaystyle {\begin{smallmatrix}F\end{smallmatrix}}}，接种液中的生化需氧量为{\displaystyle {\begin{smallmatrix}BOD_{seed}\end{smallmatrix}}}，于是稀释接种法的计算公式为：
{\displaystyle BOD_{5}=\left(DO_{1}-DO_{2}-BOD_{seed}\right)\times F}
若稀释法过程未经接种，则：{\displaystyle BOD_{5}=\left(DO_{1}-DO_{2}\right)\times F}
若测试过程未经稀释，则：{\displaystyle BOD_{5}=DO_{1}-DO_{2}}
在中国，环境保护部发布了《水质 五日生化需氧量（BOD5）的测定 稀释与接种法》（HJ 505-2009），作为目前的{\displaystyle {\begin{smallmatrix}BOD_{5}\end{smallmatrix}}}测定标准。

### 其他方法
为克服稀释法所具有的操作复杂、所需试剂较多、耗时较长、重现性差等缺点，人们还开发出一些其他的改进方法，如测压法、增温法、生物传感器法、活性污泥曝气降解法等，但是它们存在新的缺点，尚不能取代稀释法的地位。
测压法：其原理是生化反应产生的二氧化碳被样品瓶中吸收剂吸收，而空气中的氧溶解到水中以补充消耗，从而密闭系统压力降低，根据气压降就可以求出水样中的BOD值。其优点在于操作简单、测定直接且实时，能连续显示结果；但是它并不能减少培养时间。
增温法：其原理是按照一定的经验增温培养时间，来提高反应温度，激化微生物活性，加速其分解作用从而达到快速测定。其缺点在于测定的精密度较差，仅适用于特定废水的控制分析。
生物传感器法：其原理是在此类传感器中，水样中溶解氧通过固定的微生物膜层扩散到电极上会显示出一定的电流，而发生生化反应后溶解氧大量减少，氧电极电流随之迅速减小，根据这一电流的减小值在事先标定的曲线上可得出{\displaystyle {\begin{smallmatrix}BOD_{5}\end{smallmatrix}}}。其缺点在于传感器制作困难、生物膜寿命短，测定范围较窄。
活性污泥曝气降解法：其原理是利用活性污泥曝气降解水样一段时间，用重铬酸钾测定曝气前后COD，其变化即为总的生化需氧量，之后对照标准测定值即得出{\displaystyle {\begin{smallmatrix}BOD_{5}\end{smallmatrix}}}。这一方法更适用于BOD和COD比值的测定。

## 资料来源
1. ↑  .   [2012-06-14]. （原始内容存档于2021-02-25）.
2. 1 2 3  蒋展鹏等，环境工程学（第二版），北京:高等教育出版社，2005年
3. ↑  Steven C. Chapra, Surface water-quality modeling, McGraw-Hill, international version 1997
4. 1 2  《水质 五日生化需氧量（BOD5）的测定 稀释与接种法》（HJ 505-2009） （页面存档备份，存于）
5. ↑  马夏华，测压法和稀释接种法测定BOD5的比较，闽西职业大学学报2005年9月，139-141
6. ↑  张金华，增温快速法测定BOD及其准确性的评价，环境保护，1995(11)，26-27
7. ↑  张静等，生化需氧量（BOD5）测定方法进展，河北化工，2006(1)，12-15